# Felip de Malla
Felip de Malla (Barcelona 1380; Barcelona 12 de julho de 1431) foi o 17 Presidente della Generalidade da Catalunha (1425–1428), cônego da catedral de Huesca (1423), limosneiro da catedral de Elne (1423) e arcediago da catedral de Barcelona (1424–1431).

## Vida
É possível que Felip de Malla fosse um parente do franciscano catalão Francesc Eiximenis. Quando jovem, começou os seus estudos em Barcelona e mais tarde na Universidade de Lérida. Mais tarde estudou teologia, direito romano e direito canónico na Universidade de Paris, onde se tornou professor de teologia. A sua obra mais completa é o "Memorial del pecador remut" (Livro do pecador redimido), que trata de ascetismo no cristianismo, paganismo e judaísmo.
Felip de Malla foi protegido pelo Papa de Avinhão Bento XIII e pelo Rei Martin I da Aragão. Em 1408, o Rei Martin I nomeou-o "conselheiro e promotor de assuntos judiciais". Também ocupou este cargo com Fernando I e Afonso V de Aragão.
No Concílio de Constança recebeu seis votos para a eleição do Papa.
Durante o seu mandato como chefe da Generalidade, teve de lutar contra o progressivo afastamento entre o rei e o Principado da Catalunha, que tinha tido lugar desde os Estados Gerais de 1422. A instalação de castelhanos nas instituições, a falta de interesse real nos seus domínios, a interferência do rei nos assuntos de Nápoles e a tentativa de criar um feudo em Cervera para abrigar o seu irmão Pedro de Trastámara foram alguns dos episódios políticos que tendiam as relações. A isto se juntaram as epidemias de peste e o terramoto de 1428, bem como outras preocupações com que teve de lidar.
No tempo da sua morte tinha diversas prebendas: a casa reitoral da igreja de Santa Maria del Pi em Barcelona, era arcediago e cônego da catedral de Barcelona e cônego da catedral de Girona.